# Spin-off (media)
In de media is een spin-off een verhalend werk dat is afgeleid van een of meer reeds bestaande werken, zoals een televisieserie of film die ontstaan is uit een al bestaande serie of film. Ook een stripserie, ontstaan uit een andere strip(serie), wordt een spin-off genoemd. Bij computerspellen en in genreliteratuur kan hetzelfde principe voorkomen.
Kenmerkend voor de spin-off is dat deze in detail verdergaat op een deelaspect van het oorspronkelijke werk. Zo hebben veel spin-offs als hoofdpersoon een personage dat in het oorspronkelijke werk slechts een bijrol vervulde (of dat een van de leden van een groep gelijkwaardige hoofdpersonen was). Ook kunnen er verschuivingen in onderwerp zijn of in de locatie of tijd waarin het verhaal speelt. Een spin-off kan chronologisch een vervolg zijn op het eerdere werk, maar dit hoeft niet. De spin-off is te onderscheiden van bewerkingen waarbij min of meer hetzelfde verhaal wordt verteld als in het origineel, zoals in remakes en verfilmingen van boeken of strips.
De uitdrukking wordt vooral gebruikt bij producties die in serie geproduceerd worden, al is het niet noodzakelijk dat zowel het oorspronkelijke werk als de spin-off een serie vormen. Het geheel van aan elkaar gerelateerde producties die via spin-offs ontstaan, wordt wel aangeduid als een mediafranchise.